# Wzgórze Trzech Krzyży w Kazimierzu Dolnym
Wzgórze Trzech Krzyży, pot. Góra Trzech Krzyży (dawniej: Góra Krzyżowa, ok. 175 m n.p.m.) – wzniesienie w Kazimierzu Dolnym.

## Położenie
Oglądane z poziomu kazimierskiego Rynku jawi się jako wyniosłe wzgórze, górujące ok. 50 m ponad centrum miasta. W rzeczywistości stanowi fragment obniżonej tu już krawędzi Płaskowyżu Nałęczowskiego, wydzielony z trzech stron różnej głębokości i szerokości dolinami i wąwozami, wyerodowanymi w miękkiej pokrywie lessowej. Podnóża od strony południowej i zachodniej zabudowane zwartą zabudową ulic odpowiednio Lubelskiej i Zamkowej.

## Historia

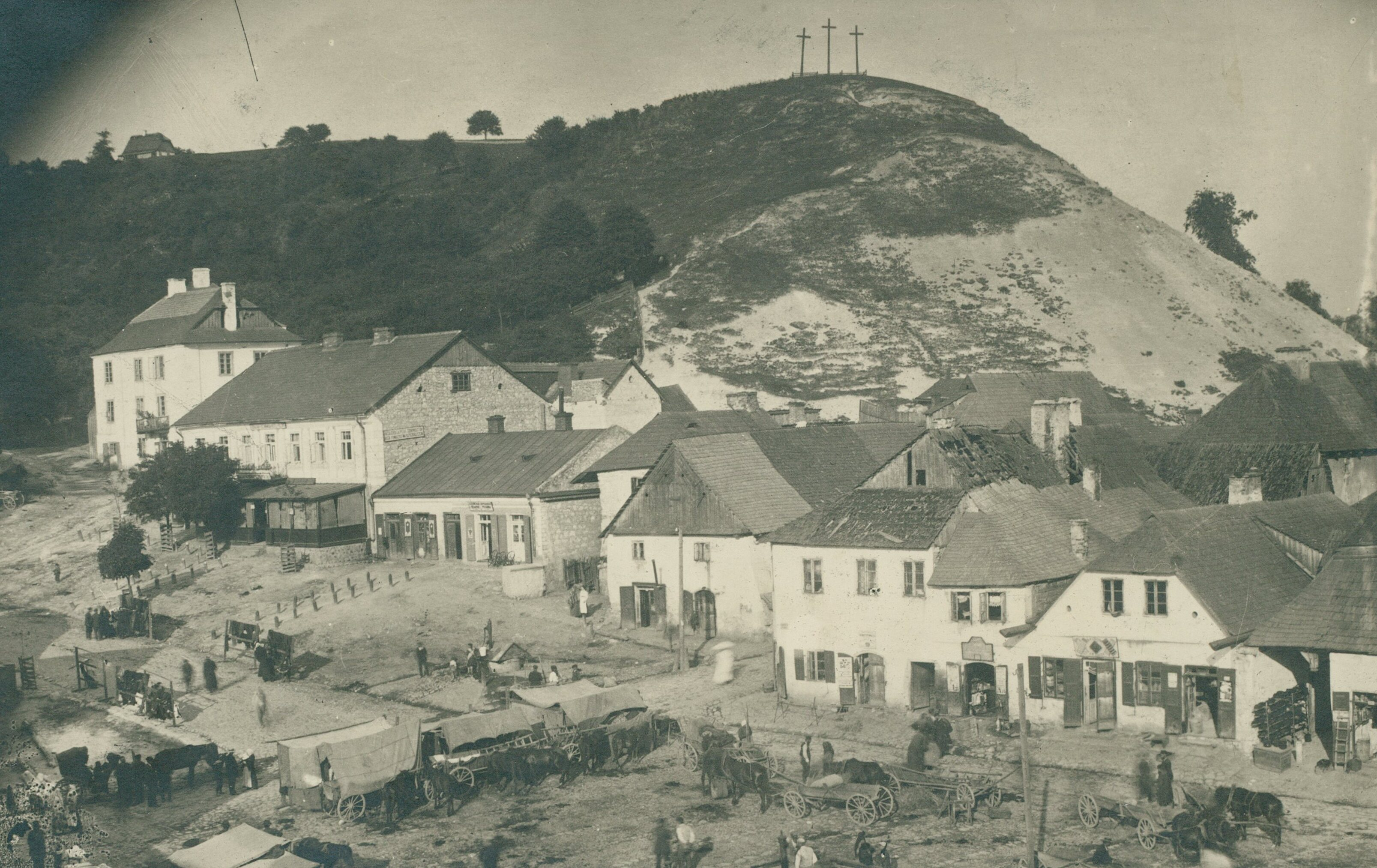
Widok wzgórza przed 1939

Wzgórze ma istotne miejsce w historii miasta. Kojarzone było z grodziskiem lub pierwotną osadą kazimierską – Wietrzną Górą. Znane było z zapisów od 1577, jako Góra Krzyżowa. Trzy nawiązujące do Golgoty krzyże postawiono w 1708. Miały one upamiętniać liczne ofiary zarazy morowej (cholery), która miała miejsce na tych terenach. Znajdujące się tam obecnie krzyże pochodzą z 1852, a większość napisów z 1930.

## Przyroda
Zbocza i szczyt Góry Trzech Krzyży porasta chroniona prawnie, rzadka roślinność, wśród której możemy znaleźć wisienkę karłowatą, omany i ostnice. 

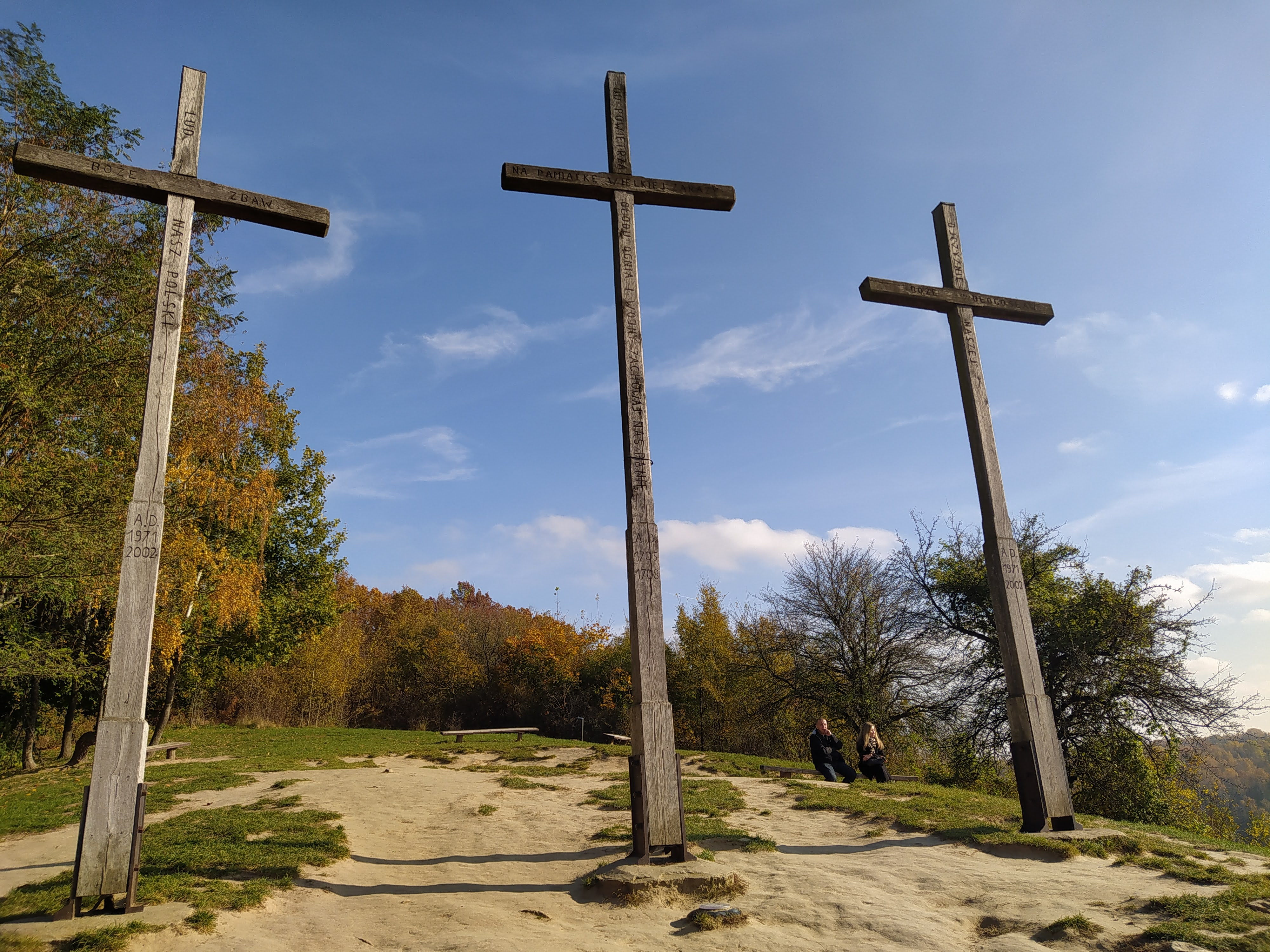
Wzgórze Trzech Krzyży w Kazimierzu Dolnym.

Pomimo że stoki porastają wiązy, graby i leszczyna, z góry widać cały Kazimierz i dolinę Wisły.

## Turystyka
Góra Trzech Krzyży to miejsce, z którego rozciąga się najbardziej znany widok na Kazimierz Dolny. Prowadzą na nią kamienne schody od ul. Zamkowej (na wprost kościoła farnego). Obecnie na szczycie góry pobierana jest niewielka opłata za wejście.